# Poromera fordii
Poromera fordii är en ödleart som beskrevs av  Hallowell 1857. Poromera fordii ingår i släktet Poromera och familjen lacertider. Inga underarter finns listade i Catalogue of Life.